# ميشيل ديمازور
ميشيل ديمازور Michel Demazure (ولد عام 1937) هو عالم رياضيات فرنسي. قدم إسهامات هامة في مجالات الجبر المجرد والهندسة الجبرية. كان رئيسا لجمعية الرياضيات الفرنسية، ومديرا لمتحفي علوم هما قصر الاكتشاف ومدينة العلوم والصناعة.
حصل على الدكتوراه في الرياضيات من جامعة باريس عام 1965، واشتغل بالتدريس في عدد من الجامعات الفرنسية.
Michel Demazure.jpg